# Intervac International
Intervac International (abreviació de vacances internacionals) és un servei utilitzat per organitzar els intercanvis de cases.
Fundada l'any 1953 a Suïssa per diversos professors que volien viatjar internacionalment amb un pressupost limitat durant les seves vacances d'estiu, Intervac va ser la primera xarxa d'intercanvi d'habitatges.